# Ejderlandet
Ejderlandet i det nordlige Tyskland, er landskabet mellem Slien og Ejderen i Sydslesvig. Ejderlandet er en del af den tyske kreds Rendsborg-Egernførde.